# 16194 Roderick
16194 Roderick è un asteroide della fascia principale. Scoperto nel 2000, presenta un'orbita caratterizzata da un semiasse maggiore pari a 3,1606386 au e da un'eccentricità di 0,1105648, inclinata di 13,02181° rispetto all'eclittica.
L'asteroide è dedicato allo studente di astrofisica dell'Università di Cardiff Gavin Roderick.